# Lonchopria rufitorax
Lonchopria rufitorax là một loài Hymenoptera trong họ Colletidae. Loài này được Ruiz mô tả khoa học năm 1944.